# 2825 Crosby
2825 Crosby este un asteroid din centura principală, descoperit pe 19 septembrie 1938, de Cyril Jackson.